# Fritz Löb

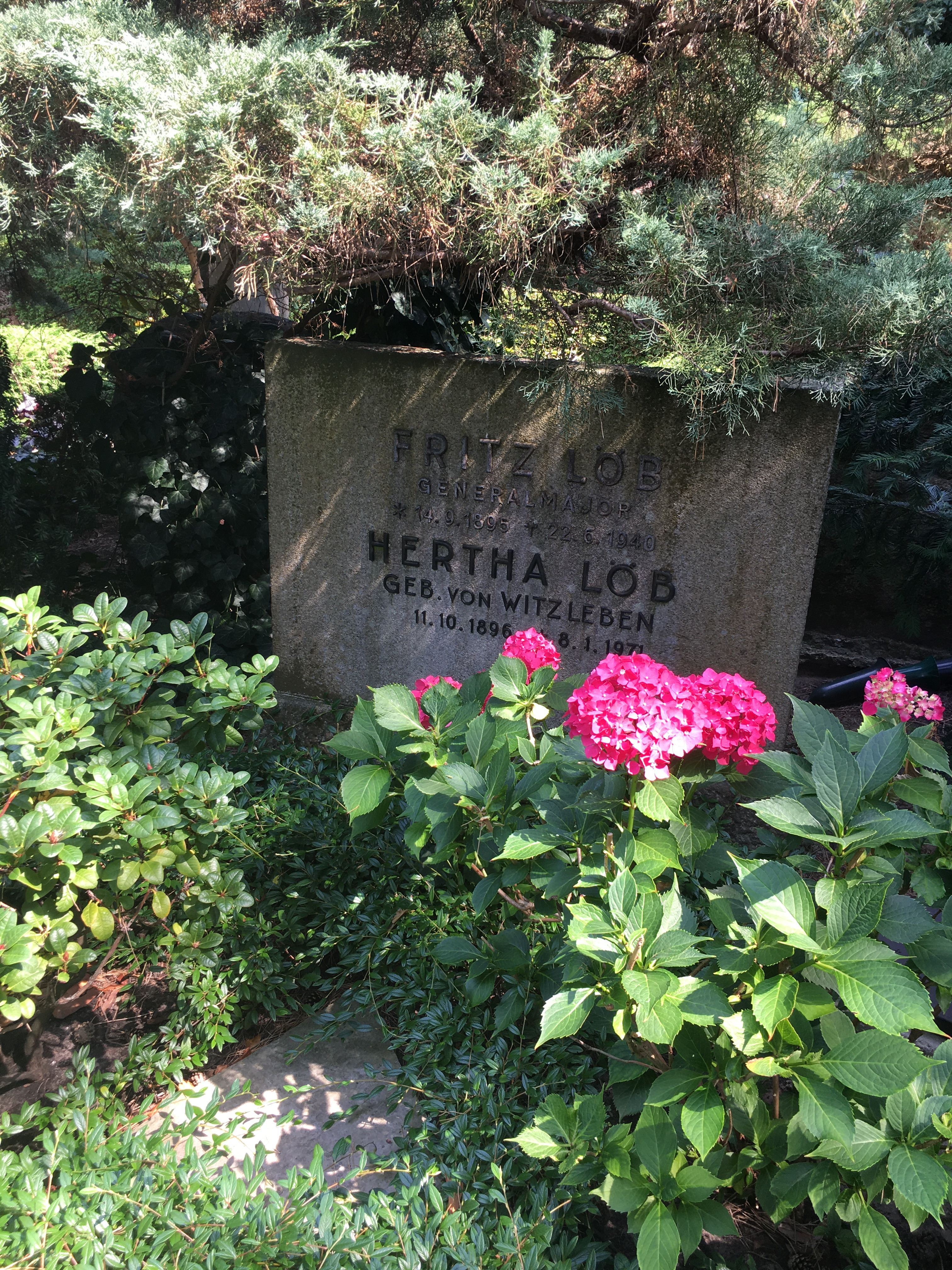
Grabstätte Fritz Löb

Fritz Löb (* 14. September 1895 in Berlin; † 22. Juni 1940 in Evere) war ein deutscher Generalmajor der Luftwaffe der Wehrmacht. 
Er trat 1913 ins Heer ein und nahm als Pionier am Ersten Weltkrieg teil. Am 1. April 1934 wechselte er im Rang eines Majors zur Luftwaffe und wurde am 1. Mai 1934 zum Chef der Abteilung Beschaffungswesen im Technischen Amt des Reichsluftfahrtministeriums ernannt. Nachdem er am 1. Juli 1935 zum Oberstleutnant befördert wurde, übernahm er am 1. April 1936 die II. Gruppe des Kampfgeschwaders 155 (das spätere Kampfgeschwader 76) als Gruppenkommandeur und war gleichzeitig Kommandant des Fliegerhorstes Ansbach. Aber schon zum 1. Mai 1936 übernahm er neue Aufgaben im Reichsluftfahrtministerium. Am 1. Dezember 1936 wurde er als Oberst Leiter des Amts Rohstoffe und Devisenstoffe im Vierjahresplan und am 1. April 1937 Chef des Amts für Deutsche Roh- und Werkstoffe im Vierjahresplan. Am 1. Februar 1938 wurde er als Generalmajor Leiter der Hauptabteilung I im Reichsluftfahrtministerium und am 1. Februar 1939 Chef des Lufwaffenverwaltungsamtes im Reichsluftfahrtministerium. Ab dem 30. Mai 1940 war er Kommandierender General und Befehlshaber im Luftgau Belgien/Nordfrankreich.
Löb wohnte zuletzt in Berlin-Schmargendorf und war seit 1920 mit Hertha von Witzleben (1896–1971) aus dem thüringischen Adelsgeschlecht Witzleben verheiratet. Er verunglückte tödlich in einer Junkers Ju 52 der Lufthansa bei einer Flugzeugkollision beim Landeanflug auf den Flugplatz Evere (Haren) bei Brüssel. Löb wurde auf dem Waldfriedhof Dahlem in Berlin (Abteilung 22 B, Nr. 60/61) beigesetzt.  